# TT 8 (Paralympics)
TT 8 (auch generisch Class 8 oder Klasse 8) ist eine Startklasse der paralympischen Sportarten für Sportler im Tischtennis. 
Die Zugehörigkeit von Sportlern zur Startklasse ist wie folgt skizziert:
- einseitig oberhalb des Knies Amputierte, oder
- beidseitig unterhalb des Knies Amputierte, oder
- schwere Behinderungen in einer oder beiden unteren Extremitäten - mit geringem dynamischem Gleichgewicht, oder
- mittlere Behinderungen in den Beinen und leichte Behinderung im Spielarm.

Die Klasseneinteilung TT 1 - TT 10 kennzeichnet den für Tischtenniswettbewerbe wettbewerbsrelevanten Grad der funktionellen Körperbehinderung eines Sportlers. Niedrige Klassenziffern zeigen einen höheren Grad der Beeinträchtigung an als hohe Klassenziffern. Sportler mit den Klassenziffern 1–5 starten sitzend (Rollstuhl), Sportler mit den Klassenziffern 6–10 stehend. Sportler mit intellektueller Beeinträchtigung starten in der Klasse TT 11.